# Antonio Gimeno
Antonio Gimeno (* vor 1930) ist ein Filmeditor. Ab den 1940er Jahren war er im Bereich Filmschnitt tätig. Bis Anfang der 1990er war er an mehr als 150 Filmproduktionen beteiligt.

## Filmografie (Auswahl)
- 1946: Aquel viejo molino
- 1954: Der Coyote (El coyote)
- 1961: Unter der Flagge der Freibeuter (Los bucaneros del Caribe)
- 1962: Torrejón City
- 1962: Nur tote Zeugen schweigen
- 1964: Fuera de la ley
- 1964: Höllenfahrt nach Golden City (Fuerte perdido)
- 1964: Überfall auf Fort Yellowstone (El hombre de la diligencia)
- 1965: Eine Bahre für den Sheriff (Una bara per lo sceriffo)
- 1965: Lederstrumpf – Der letzte Mohikaner (Uncas, el fin de una raza)
- 1965: Planet der Vampire (Terrore nello spazio)
- 1965: El proscrito del Río Colorado
- 1965: Die Unversöhnlichen (Rebeldes en Canadá)
- 1966: Django kennt kein Erbarmen (Pochi Dollari per Django)
- 1966: Komm mit zur blauen Adria
- 1966: Ein Mann wie Kid Rodelo (Kid Rodelo)
- 1966: Nebraska-Jim (Ringo del Nebraska)
- 1966: Per un dollaro di gloria
- 1967: Desperado – Der geheimnisvolle Rächer (Il magnifico texano)
- 1967: Django – unersättlich wie der Satan (Un hombre vino a matar)
- 1967: Dos cruces en Danger Pass
- 1968: Pagò cara su muerte
- 1968: Ein Schuss zuviel (Dos hombres van a morir)
- 1968: Anche nel West c’era una volta Dio
- 1968: Einer nach dem anderen – ohne Erbarmen (Uno ad uno sin piedad)
- 1968: An den Galgen, Bastardo (¿Quien grita venganza?)
- 1969: Quinto, töte nicht (El valor de un cobarde)
- 1969: Zorros Rache (El Zorro justiciero)
- 1970: Willkommen in der Hölle (Matalo!)
- 1970: Manos torpes
- 1970: Bleigewitter (Reverendo Colt)
- 1971: El bandido Malpelo
- 1971: Nacht der Vampire (La noche de Walpurgis)
- 1972: Un dólar de recompensa
- 1973: The Loreley’s Grasp – Die Bestie im Mädchen-Pensionat (Las garras de Lorelei)
- 1983: Die außerirdischen Besucher (Los nuevos extraterrestres)